# ALL TIME BEST VOCALIST
『ALL TIME BEST VOCALIST』（オール・タイム・ベスト・ヴォーカリスト）は2016年8月17日に発売された、德永英明13作目のベスト・アルバム。

## 解説
カバー・アルバム『VOCALIST』6作品からリクエスト上位30曲を収録したCD2枚組ベスト・アルバム。
初回限定盤は過去ライブ映像から『VOCALIST』シリーズ楽曲だけを12曲収録したDVD付。

## 収録曲

### DISC.1
1. 時代（4:37）[3]
2. 恋におちて -Fall in love-（5:31）[3]
3. やさしいキスをして（3:49）[3]
4. M（5:39）[3]
5. わかれうた（4:24）[3]
6. やさしさで溢れるように（5:09）[3]
7. 駅（4:46）[3]
8. 時の流れに身をまかせ（3:59）[3]
9. セカンド・ラブ（4:30）[3]
10. 会いたい（4:57）[3]
11. 桃色吐息（3:59）[3]
12. 寒い夜だから…（5:31）[3]
13. 秋桜（4:16）[3]
14. 卒業写真（4:34）[3]
15. 花は咲く（4:39）[3]

### DISC.2
1. 雪の華（5:41）[3]
2. ハナミズキ（5:23）[3]
3. なごり雪（4:55）[3]
4. ダンデライオン～遅咲きのたんぽぽ（4:11）[3]
5. スローモーション（4:05）[3]
6. CAN YOU CELEBRATE?（6:17）[3]
7. First Love（4:24）[3]
8. シングル・アゲイン（4:51）[3]
9. まちぶせ（3:45）[3]
10. セーラー服と機関銃（4:56）[3]
11. 赤いスイートピー（4:02）[3]
12. 人形の家（3:59）[3]
13. 翼をください（4:37）[3]
14. 未来予想図II（6:12）[3]
15. さよならの向う側（5:49）[3]

### DVD
1. ハナミズキ（VOCALIST TOUR at 渋谷AX）
2. 翼をください（赤い太陽の日4 at よみうりランドEAST）
3. 時代（薬師寺本尊如来開眼1310年記念 薬師寺LIVE）
4. 桃色吐息（VOCALIST & SONGS at 名古屋センチュリーホール）
5. 恋におちて―Fall in Love―（VOCALIST & SONGS at 名古屋センチュリーホール）
6. 雪の華（SINGLES BEST at さいたまスーパーアリーナ）
7. First Love（VOCALIST & SONGS 2 at 東京国際フォーラム）
8. 時の流れに身をまかせ（VOCALIST & SONGS 2 at 東京国際フォーラム）
9. 卒業写真（VOCALIST & BALLADE BEST FINAL at さいたまスーパーアリーナ）
10. 人形の家（VOCALIST VINTAGE & SONGS at 東京国際フォーラム）
11. スローモーション（VOCALIST & SONGS 3 at 東京国際フォーラム）
12. さよならの向う側（VOCALIST & SONGS 3 at 東京国際フォーラム）